# Стенгс, Кэлвин
Кэ́лвин Стенгс (нидерл. Calvin Stengs; род. 18 декабря 1998, Харлеммермер, Северная Голландия) — нидерландский футболист, полузащитник клуба «Фейеноорд» и сборной Нидерландов.

## Карьера
Стенгс является воспитанником АЗ, в академию которого он перебрался в 11 лет. Выступал за молодёжную команду, в общей сложности провёл за неё 22 игры, забил 6 мячей. С сезона 2016/2017 привлекается к тренировкам с основной командой. 5 марта 2017 года дебютировал в Эредивизи в поединке против «Эксельсиора», выйдя на замену после перерыва вместо Алирезы Джаханбахша. Всего в дебютном сезоне провёл шесть игр, забил 2 мяча, оба — в двух матчах против «Гронингена».
14 июля 2021 года перешёл во французский клуб «Ницца».
30 августа 2022 года на правах аренды до конца сезона 2022/23 перешёл в клуб бельгийской Лиги Жюпиле «Антверпен». 4 сентября 2022 года дебютировал за «Антверпен», выйдя в стартовом составе матча Лиги Жюпиле против «Вестерло».
26 июля 2023 года подписал четырёхлетний контракт с «Фейеноордом».

## Достижения
«Антверпен»
- Чемпион Бельгии: 2022/23
- Обладатель Кубка Бельгии: 2022/23

«Фейеноорд»
- Обладатель Кубка Нидерландов: 2023/24
- Обладатель Суперкубка Нидерландов: 2024

## Статистика

### Матчи Стенгса за сборную Нидерландов
| Матчи Стенгса за сборную Нидерландов | Матчи Стенгса за сборную Нидерландов | Матчи Стенгса за сборную Нидерландов | Матчи Стенгса за сборную Нидерландов | Матчи Стенгса за сборную Нидерландов | Матчи Стенгса за сборную Нидерландов |
| ------------------------------------ | ------------------------------------ | ------------------------------------ | ------------------------------------ | ------------------------------------ | ------------------------------------ |
| №                                    | Дата                                 | Соперник                             | Счёт                                 | Голы Стенгса                         | Соревнование                         |
| 1                                    | 19 ноября 2019                       | Эстония                              | 5:0                                  | —                                    | Чемпионат Европы 2020 (отбор)        |
| 2                                    | 7 октября 2020                       | Мексика                              | 0:1                                  | —                                    | Товарищеский матч                    |
| 3                                    | 11 ноября 2020                       | Испания                              | 1:1                                  | —                                    | Товарищеский матч                    |
| 4                                    | 15 ноября 2020                       | Босния и Герцеговина                 | 3:1                                  | —                                    | Лига наций УЕФА 2020/2021            |
| 5                                    | 18 ноября 2020                       | Польша                               | 2:1                                  | —                                    | Лига наций УЕФА 2020/2021            |
| 6                                    | 27 марта 2021                        | Латвия                               | 2:0                                  | —                                    | Чемпионат мира 2022 (отбор)          |
| 7                                    | 30 марта 2021                        | Гибралтар                            | 7:0                                  | —                                    | Чемпионат мира 2022 (отбор)          |
| 8                                    | 21 ноября 2023                       | Гибралтар                            | 6:0                                  | 3                                    | Чемпионат Европы 2024 (отбор)        |

Итого: 8 матчей / 3 гола; 6 побед, 1 ничья, 1 поражение.